# 티파니 라이모스
티파니 라이모스(Tiffany Limos, 1980년 1월 31일 ~ )는 미국의 모델, 영화배우이다.
댈러스에서 태어났다.

## 영화
- 마음의 가시 (2009년)
- 블록 파티 (2005년) - 본인 역
- 틴에이지 케이브맨 (2002년)
- 켄 파크 (2002년)